# Shahar Perkiss
Shahar Perkiss (שחר פרקיס; Haifa, 14 ottobre 1962) è un ex tennista israeliano.

## Carriera
In carriera ha vinto un titolo di doppio, il Tel Aviv Open nel 1987, in coppia con il connazionale Gilad Bloom. Nei tornei del Grande Slam ha ottenuto il suo miglior risultato raggiungendo il terzo turno nel singolare agli US Open nel 1984, e di doppio agli Australian Open nello stesso anno.
In Coppa Davis ha disputato un totale di 31 partite, collezionando 18 vittorie e 13 sconfitte. Per la sua dedizione nel rappresentare il proprio Paese nella competizione è stato insignito del Commitment Award.

## Statistiche

### Singolare

#### Finali perse (1)
| Numero | Anno              | Torneo                  | Superficie | Avversario in finale | Punteggio |
| 1.     | 16 settembre 1984 | Tel Aviv Open, Tel Aviv | Cemento    | Aaron Krickstein     | 4-6, 1-6  |

### Doppio

#### Vittorie (1)
| Numero | Anno            | Torneo                  | Superficie | Compagno    | Avversari in finale            | Punteggio |
| 1.     | 17 ottobre 1987 | Tel Aviv Open, Tel Aviv | Cemento    | Gilad Bloom | Wolfgang Popp Huub van Boeckel | 6-2, 6-4  |

#### Finali perse (2)
| Numero | Anno            | Torneo                           | Superficie  | Compagno          | Avversari in finale                   | Punteggio     |
| 1.     | 7 aprile 1985   | Monte Carlo Open, Monte Carlo    | Terra rossa | Shlomo Glickstein | Pavel Složil Tomáš Šmíd               | 2-6, 3-6      |
| 2.     | 13 ottobre 1985 | South African Open, Johannesburg | Cemento     | Amos Mansdorf     | Colin Dowdeswell Christo van Rensburg | 6-3, 6-7, 4-6 |